# صاحب القداسة

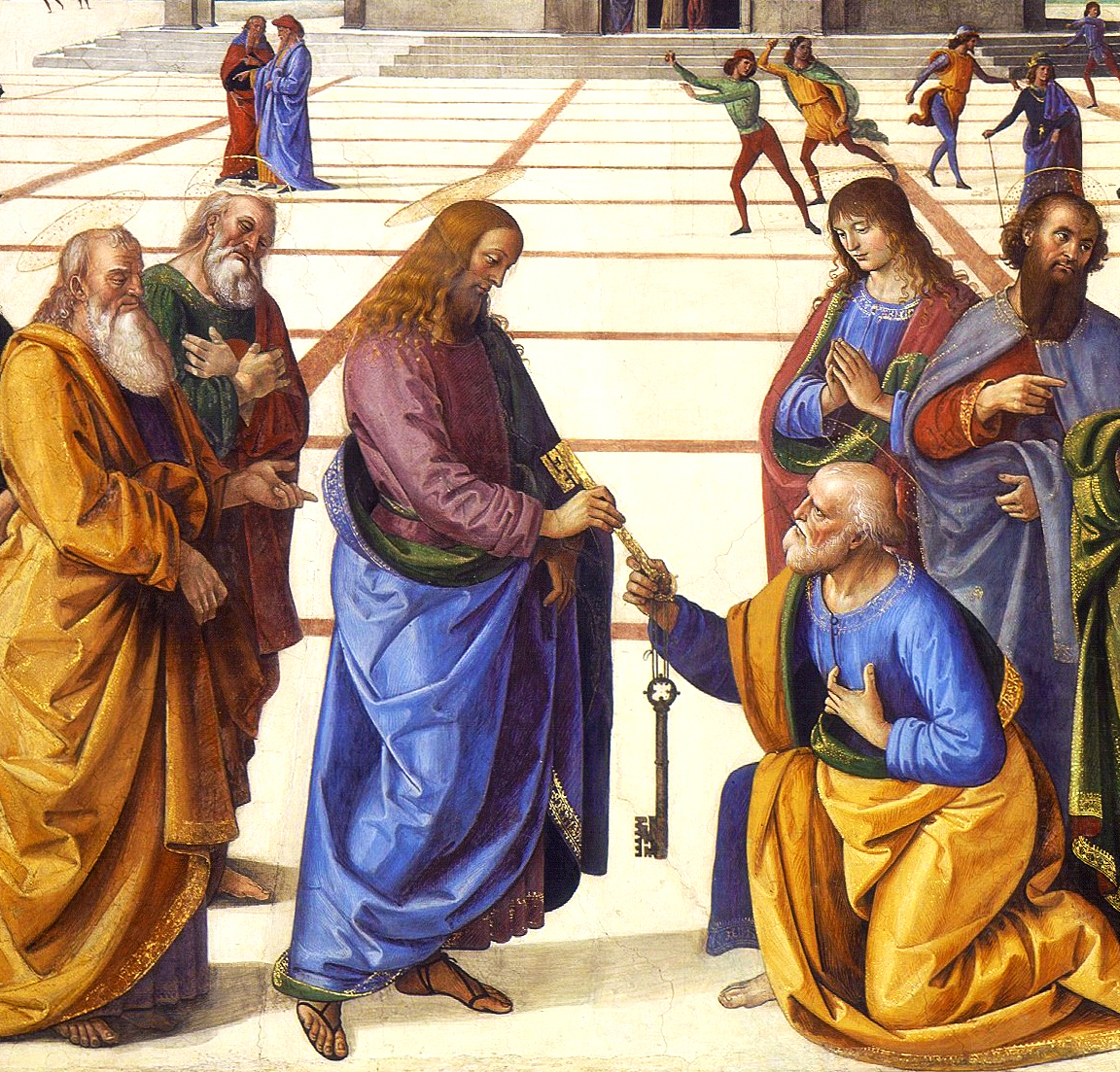

صاحب القداسة، هو اللقب التشريفي في مخاطبة البابا في الكنيسة الكاثوليكية، وعدد من المناصب الكنسية الأخرى مثل بابا الإسكندرية، وبطريرك موسكو، وبطريرك أنطاكية للسريان الأرثوذكس. القداسة في المعنى الكتابي تعني «المفروز والمكرس لله»، بمعنى أن البابا قد كرّس حياته لا لشيء إلا أمور الله والديانة وبشكل كامل. يتم الخلط في بعض الأحيان بين اللقب التشريفي صاحب القداسة والحالة المعروفة باسم «قديس» في المسيحية. خارج المسيحية، يستخدم اللقب في وصف الدلاي لاما في الديانة البوذية والخلفاء الخاصين بالطائفة الأحمدية.